# Galería Alaska
Galeria Alaska es una galería inaugurada en 1951 y ubicada en el condominio del mismo nombre, en la Avenida Atlántica, Posto 6, Copacabana, Río de Janeiro, Brasil; actualmente se llama Galeria Atlântica.

## Características
La galería es un pasaje de aproximadamente 100 m de longitud que conecta las dos avenidas principales de Copacabana: Nossa Senhora de Copacabana, donde se encuentra la entrada principal, y la Avenida Atlántica. Su diseño se basa en el concepto de una galería comercial parisina, con un amplio corredor flanqueado por tiendas a ambos lados.
Los ascensores que dan acceso al condominio están ubicados en medio de la galería, lo que, según la prensa de la época, era motivo de vergüenza para las familias de clase media que allí vivían, quienes no tenían forma de escapar del contacto con la «clientela especial» que frecuentaba el espacio por las noches.

## Historia
Cuando abrió sus puertas en 1951, la galería fue la primera de su tipo en el barrio y contaba con tiendas de artículos de alta gama, además de bares y restaurantes. La primera boîte, Perroquet, y el primer cine (Royal) abrieron sus puertas en 1952. Al año siguiente, se inauguró el cine Alaska, que tenía la importante característica de tener butacas dispuestas en anfiteatro (es decir, con una vista despejada de la pantalla).
A partir de 1958, los medios de comunicación comenzaron a reportar un proceso de marginación del espacio, con la presencia de niños de la calle que cometían pequeños hurtos y la existencia de «bares sospechosos» frecuentados por «pervertidos» y «delincuentes». En la década de 1960, los espectáculos drag que caracterizarían la galería comenzaron a destacar, especialmente en la discoteca Stop, donde actuaba la travesti Rogéria.
Desde mediados de la década de 1960, los alrededores de Alaska se hicieron famosos por su creciente y animada vida nocturna, así como por los crímenes, incluidos asesinatos, ocurridos tanto en la galería como en los apartamentos del condominio. En febrero de 1973, por ejemplo, el asesinato del futbolista Almir Pernambuquinho cobró protagonismo en la prensa tras una pelea a la salida del bar Jerez.
En 1976, la galería albergó las "dos discotecas más concurridas de Río": Katakombe, que según los medios solo recibía turistas, y Sótão, inaugurada en julio de 1970 y considerada un «templo del poder gay local», que recibió la visita del cantante Mick Jagger ese mismo año. A finales de los 70, el cine Alaska se transformó en el Teatro Alaska, donde, a finales de la década siguiente, se presentaría uno de los espectáculos más longevos de la galería, «A Noite dos Leopardos», bajo la dirección de la drag queen Eloína de Souza (posteriormente Eloína dos Leopardos).
En la década de 1990, tras los estragos causados por el sida, la galería entró en decadencia y cambió de nuevo su imagen. Una iglesia evangélica alquiló el cine sobreviviente y luego ocupó el propio Teatro Alaska, ahuyentando a los antiguos clientes habituales.

## «La Galería del Amor»
En 1975, el cantante Agnaldo Timóteo tuvo la audacia de componer y grabar una canción de temática homosexual, A Galeria do Amor («La Galería del Amor»), durante la dictadura militar. En ella, describe la Galería Alaska como un lugar de «diferentes emociones» y «donde las personas que son personas se entienden». Según declaró posteriormente, la letra de la canción habla de una experiencia real que le ocurrió en ese lugar.
Se cree que, como la canción no utiliza términos ni hace ninguna alusión directa al universo gay, pudo haber logrado engañar no sólo a los censores sino incluso a los fans del cantante, quienes desconocían la mencionada galería y el público que la frecuentaba por las noches.

## Reapertura del Teatro Alaska
En junio de 2025, se propuso a la Alcaldía de Río de Janeiro adquirir el Teatro Alaska, puesto a la venta por R$ 9 millones, como una forma de recuperar el espacio cultural e histórico para la comunidad LGBTQIAPN+.

## Filmografía
El entorno de la galería y sus visitantes fueron retratados en el cortometraje Galeria Alaska (1980), de José Joffily.